# Добропушкинский
Добропушкинский — посёлок в Жирятинском районе Брянской области, в составе Воробейнского сельского поселения. 
 Расположен в 2 км к юго-западу от села Воробейня. Население — 11 человек (2010).

## История
Основан в 1920-х гг. как два отдельных посёлка (группы хуторов) — Добрый и Пушкинский. 
 До 2005 года входил в Воробейнский сельсовет.
| Годы      | 1979 | 1989 | 2002 | 2010 |
| --------- | ---- | ---- | ---- | ---- |
| Население | 55   | 22   | 15   | 11   |